# گریگور هاروتیونیان
گریگور آرتیمی هاروتیونیان (ارمنی: Գրիգոր Արտեմի Հարությունյան (Հարությունով)؛ انگلیسی: Grigory Artyomovich Arutyunov؛ زادهٔ ۷ نوامبر ۱۹۰۰ – درگذشته ۹ نوامبر ۱۹۵۷) یک سیاست‌مدار اهل ارمنستان بود. بین سال‌های ۱۹۳۷ تا ۱۹۵۳ میلادی، هاروتیونیان دبیر اول حزب کمونیست ارمنستان شوروی بود.

## زندگی‌نامه
در ۷ نوامبر ۱۹۰۰ در تلاوی به دنیا آمد . وی همچنین برنده نشان پرچم سرخ کار، نشان جنگ میهنی (درجه یک) و نشان لنین شده است. وی در ۹ نوامبر ۱۹۵۷ در سن ۵۷ سالگی در تفلیس درگذشت.